# 아일랜드의 재외공관 목록

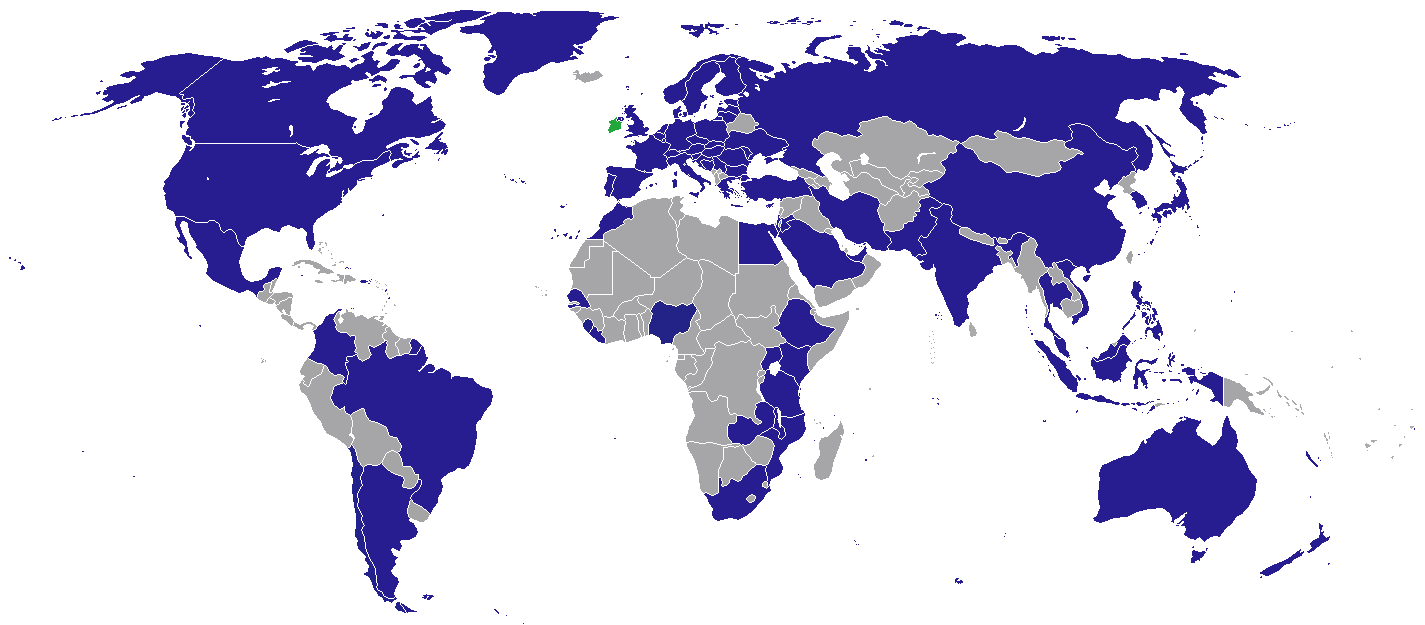
각국에 설치되어 있는 아일랜드 주재 재외공관들.

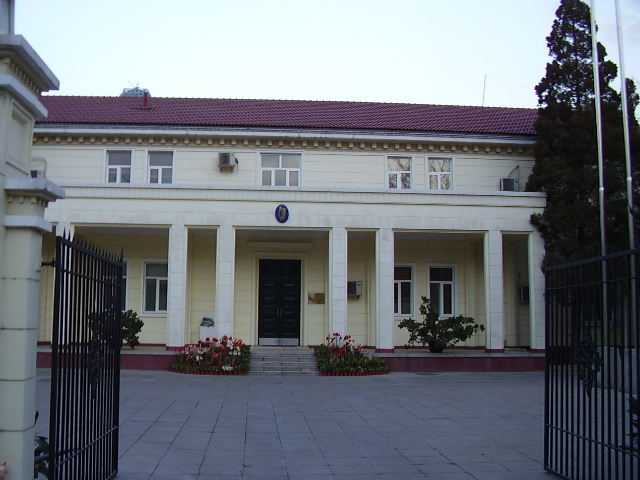
베이징 주재 아일랜드 대사관

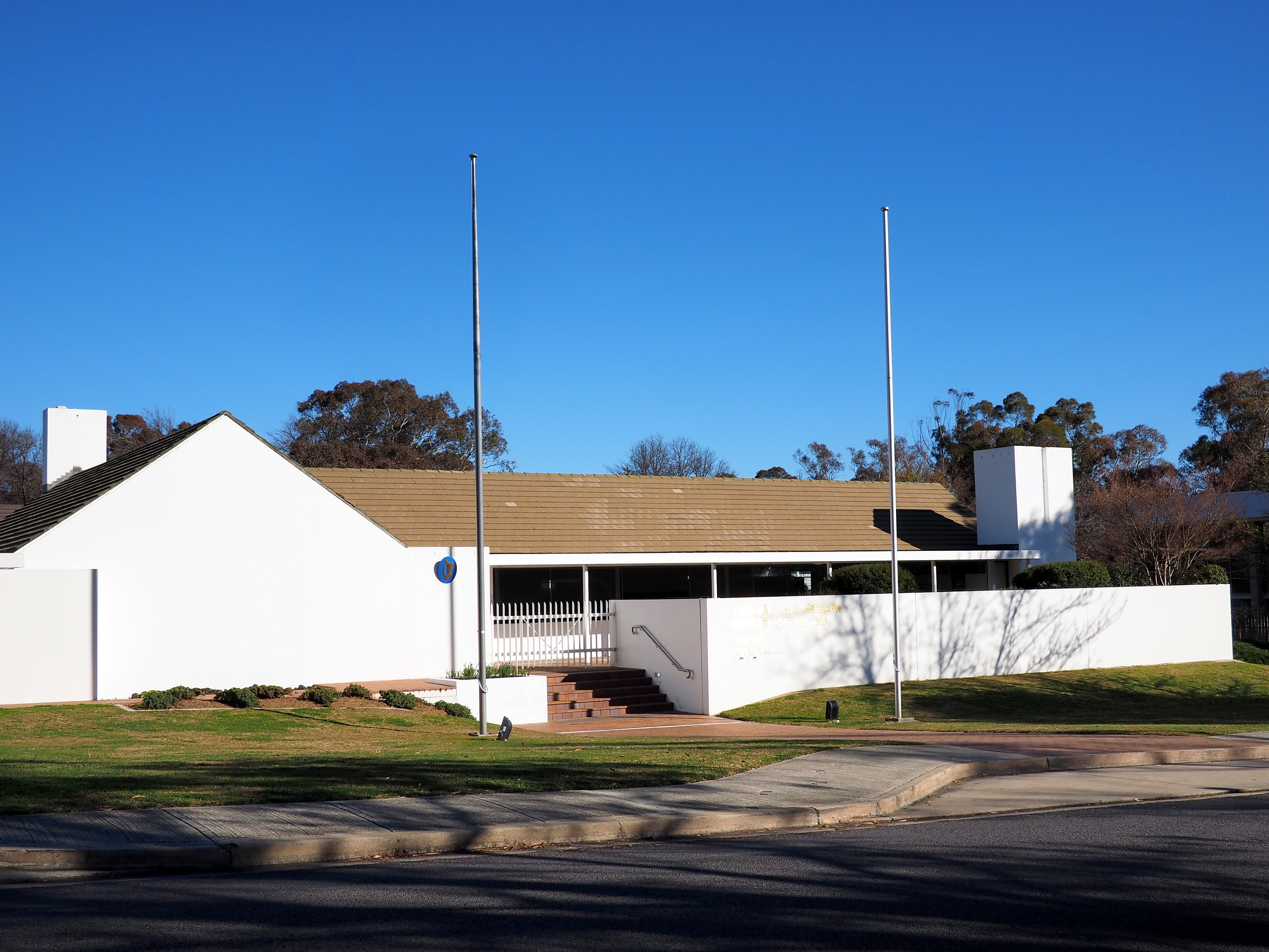
캔버라 주재 아일랜드 대사관

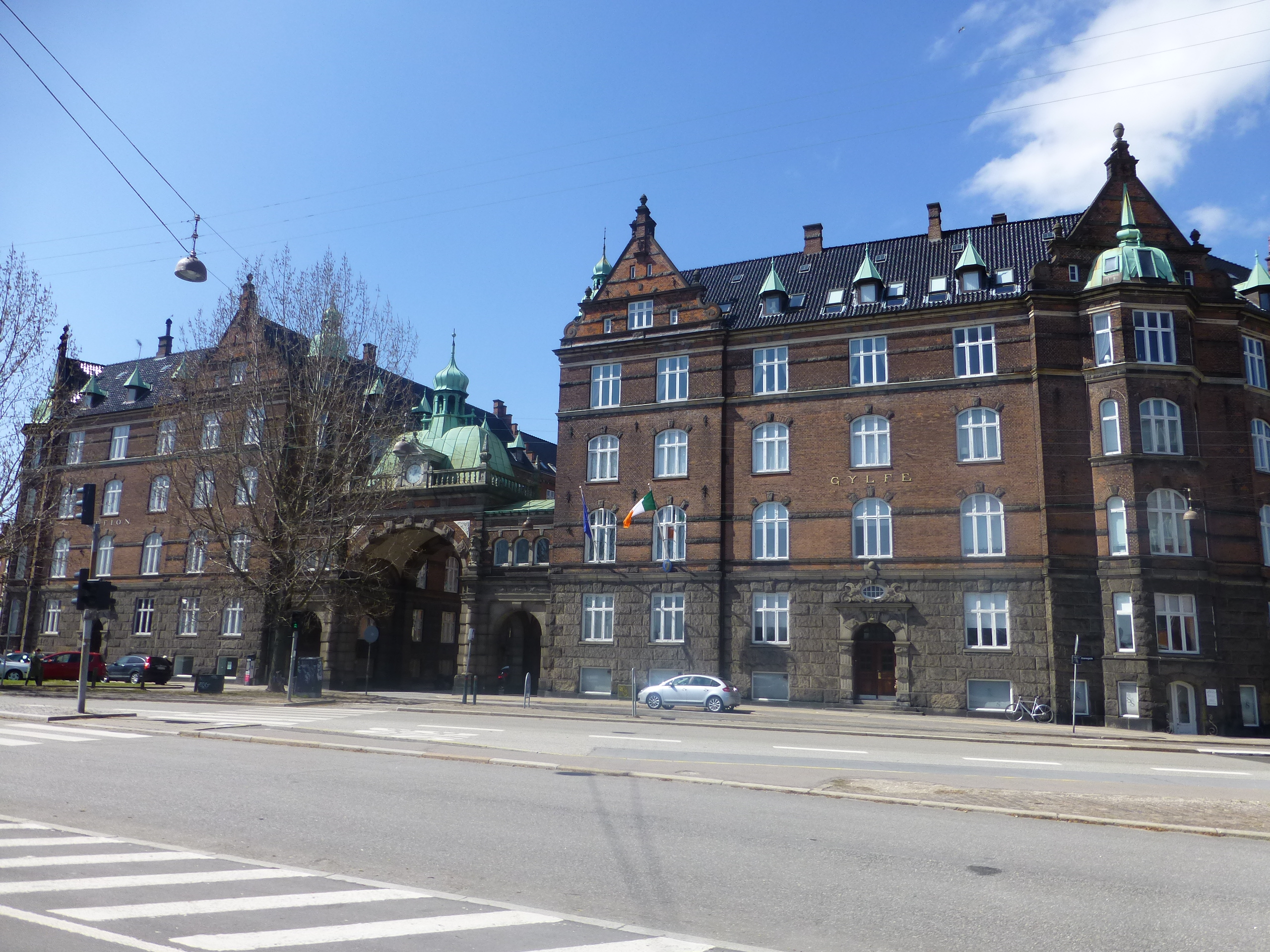
코펜하겐 주재 아일랜드 대사관

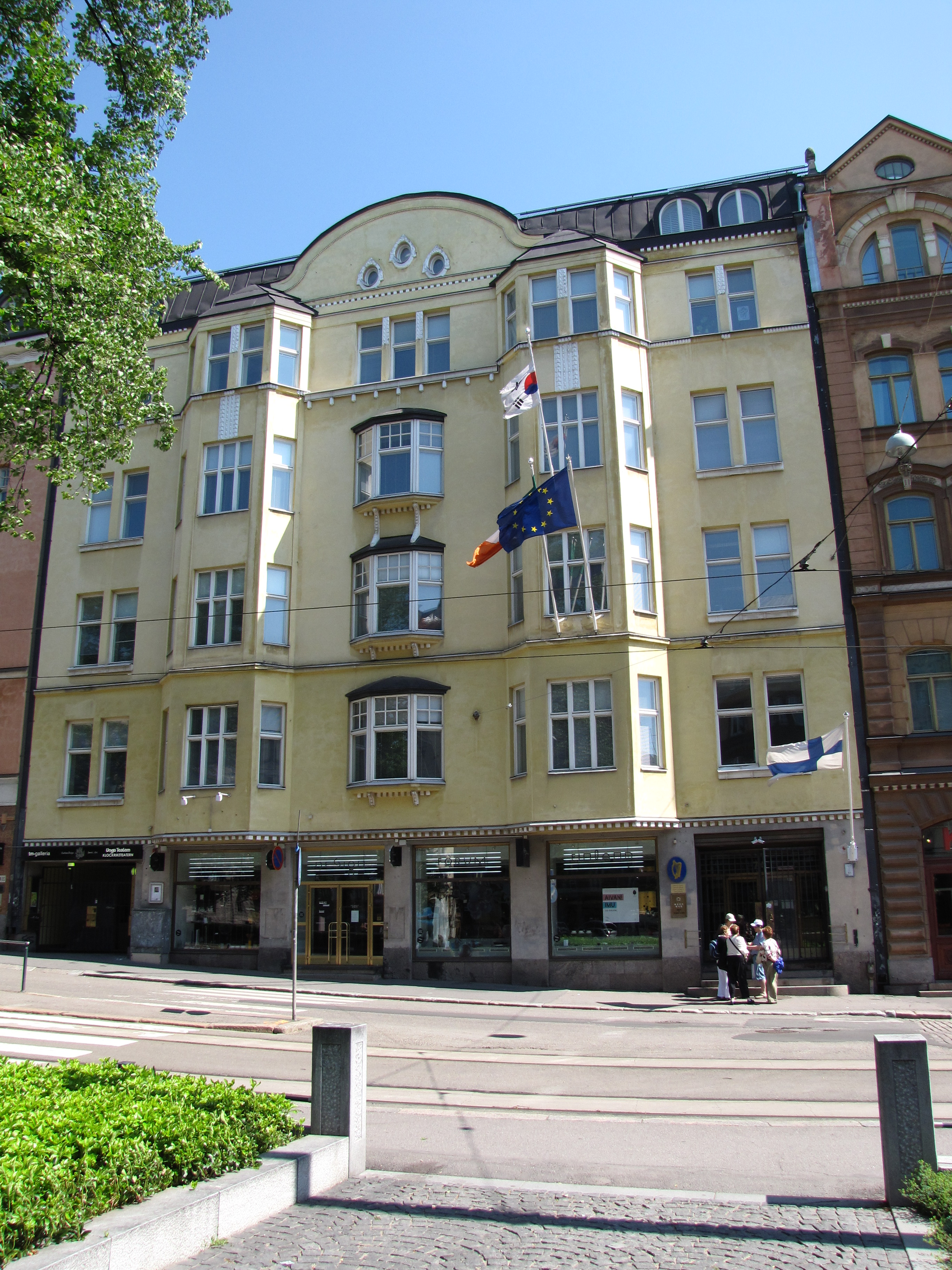
헬싱키 주재 아일랜드 대사관

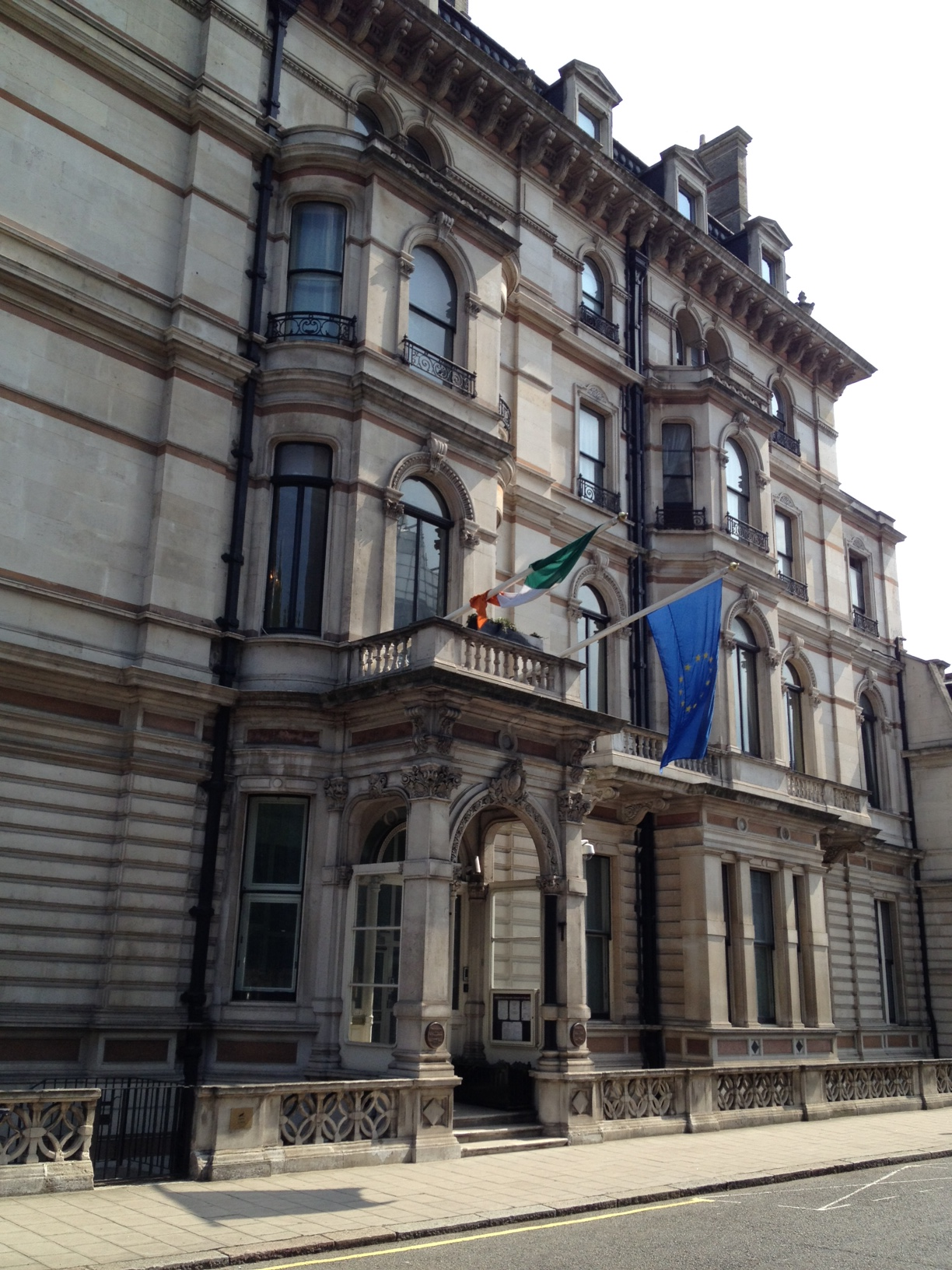
런던 주재 아일랜드 대사관

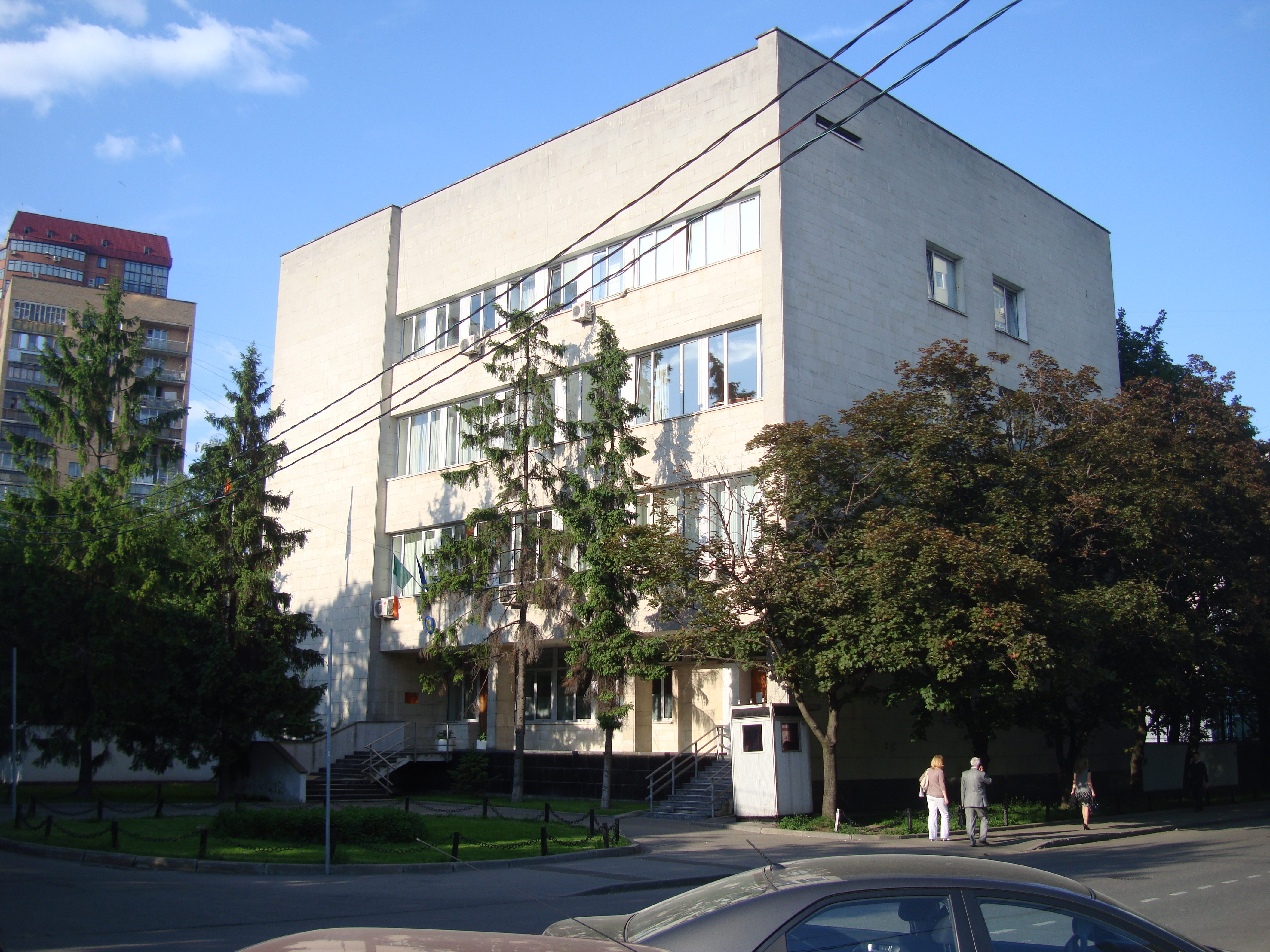
모스크바 주재 아일랜드 대사관

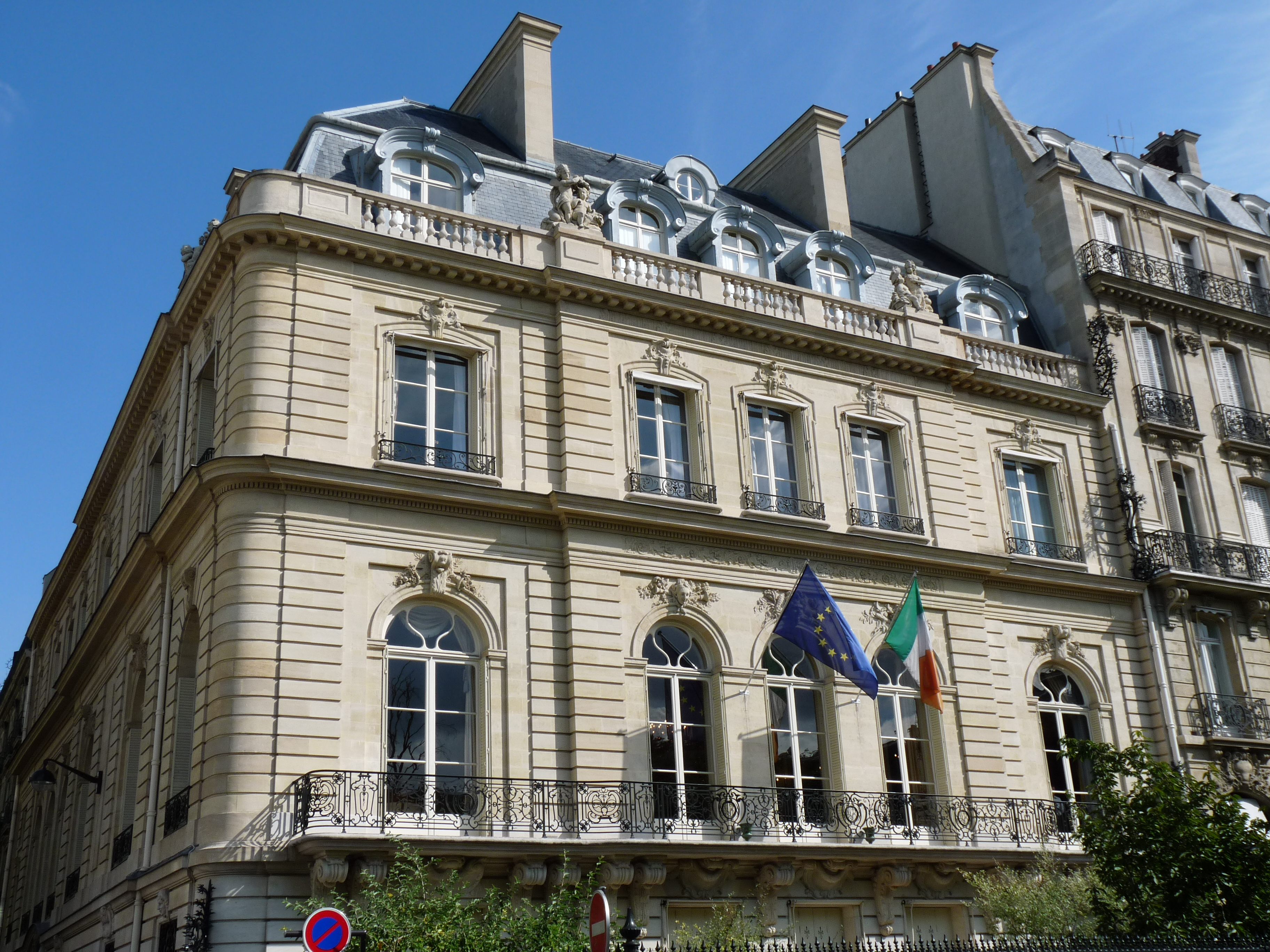
파리 주재 아일랜드 대사관

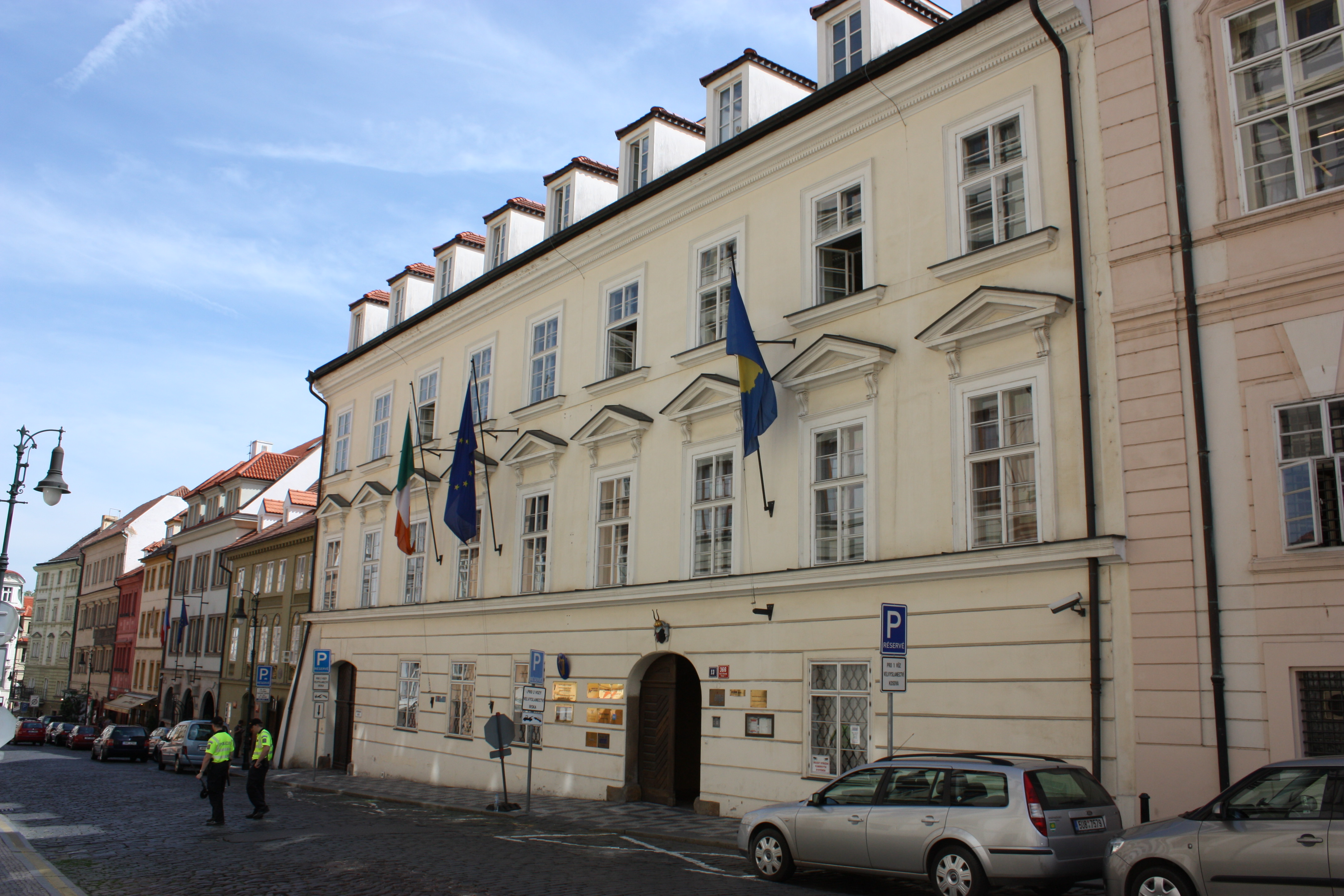
프라하 주재 아일랜드 대사관

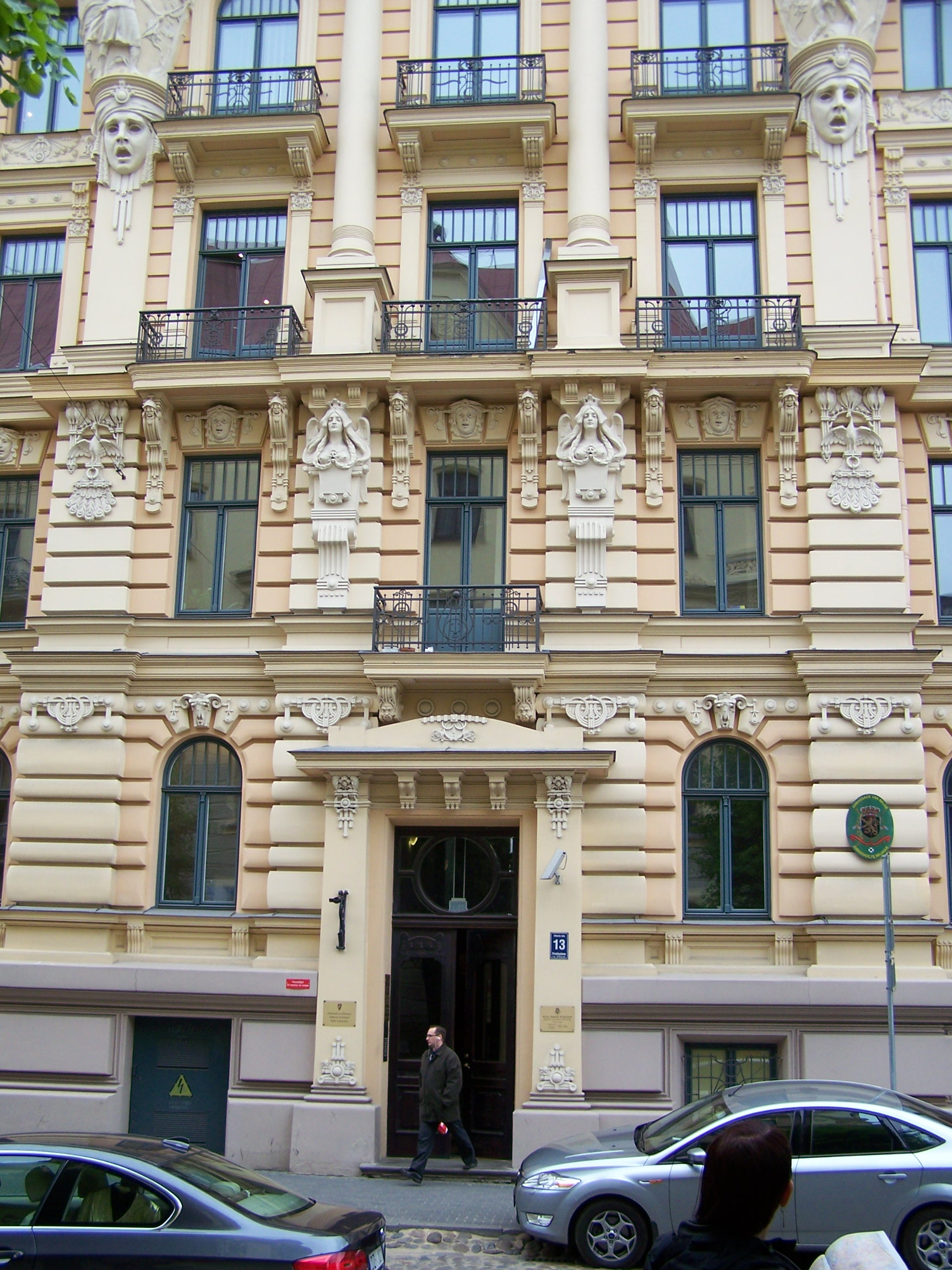
리가 주재 아일랜드 대사관

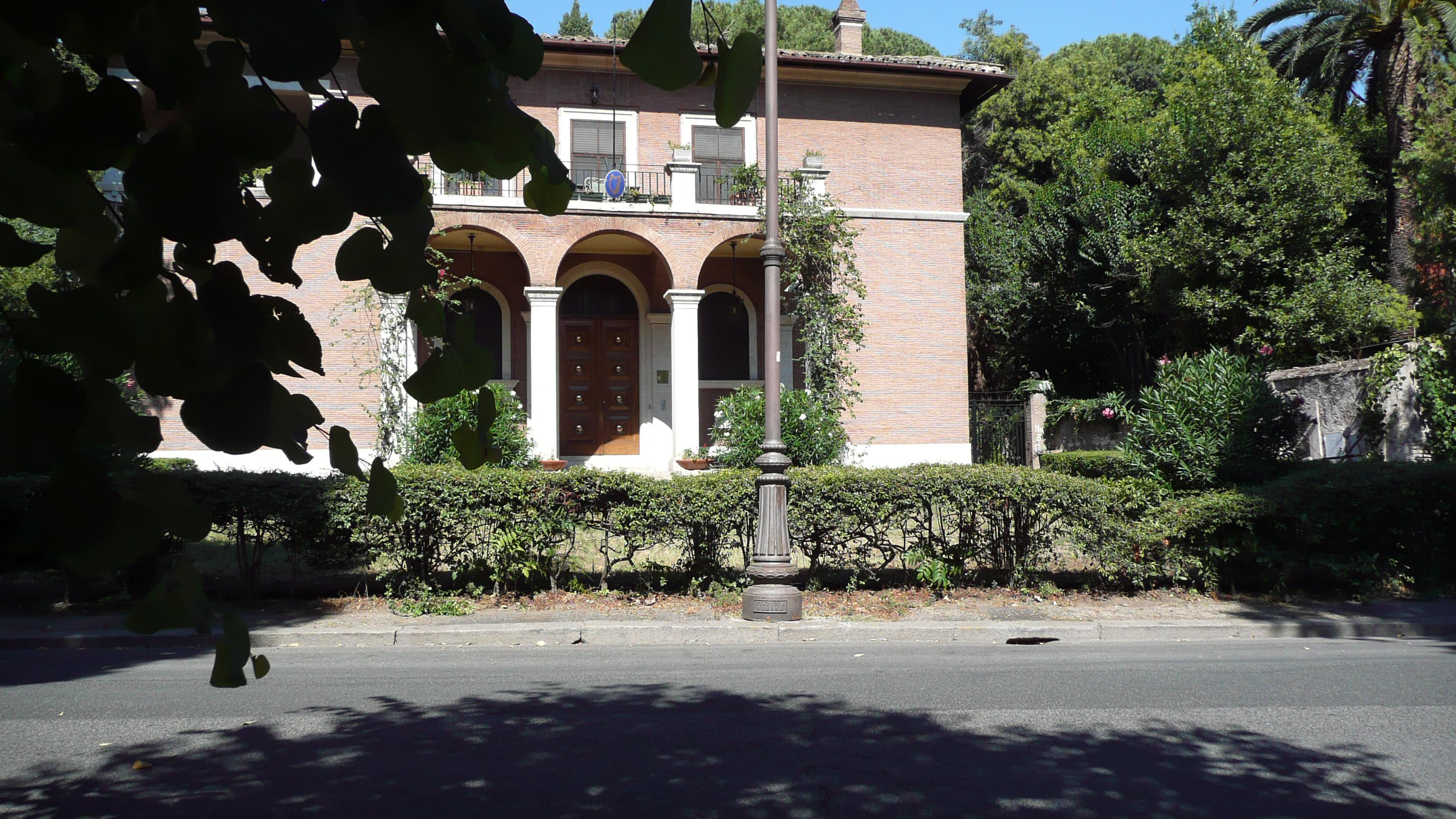
로마 주재 아일랜드 대사관

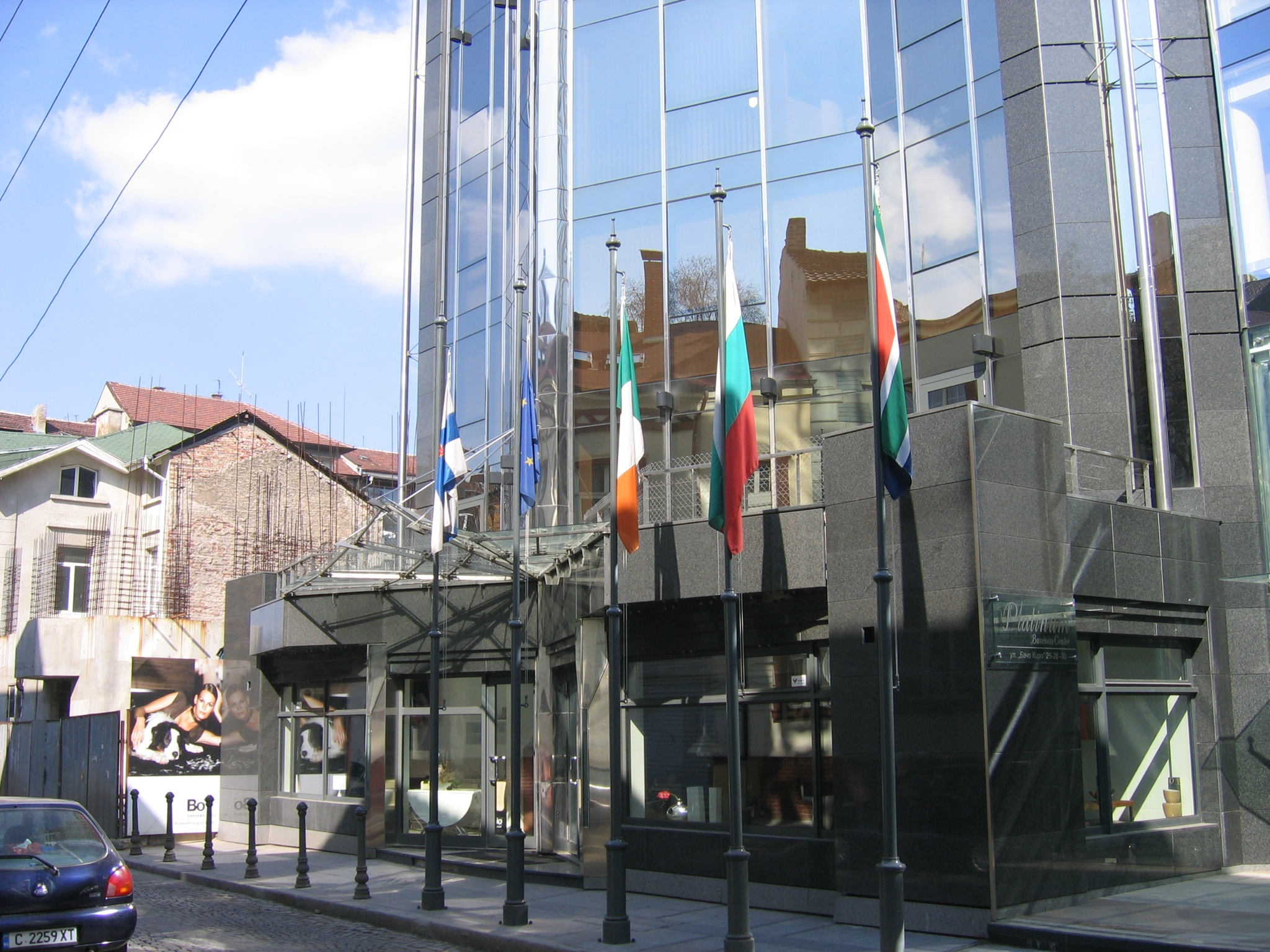
소피아 주재 아일랜드 대사관

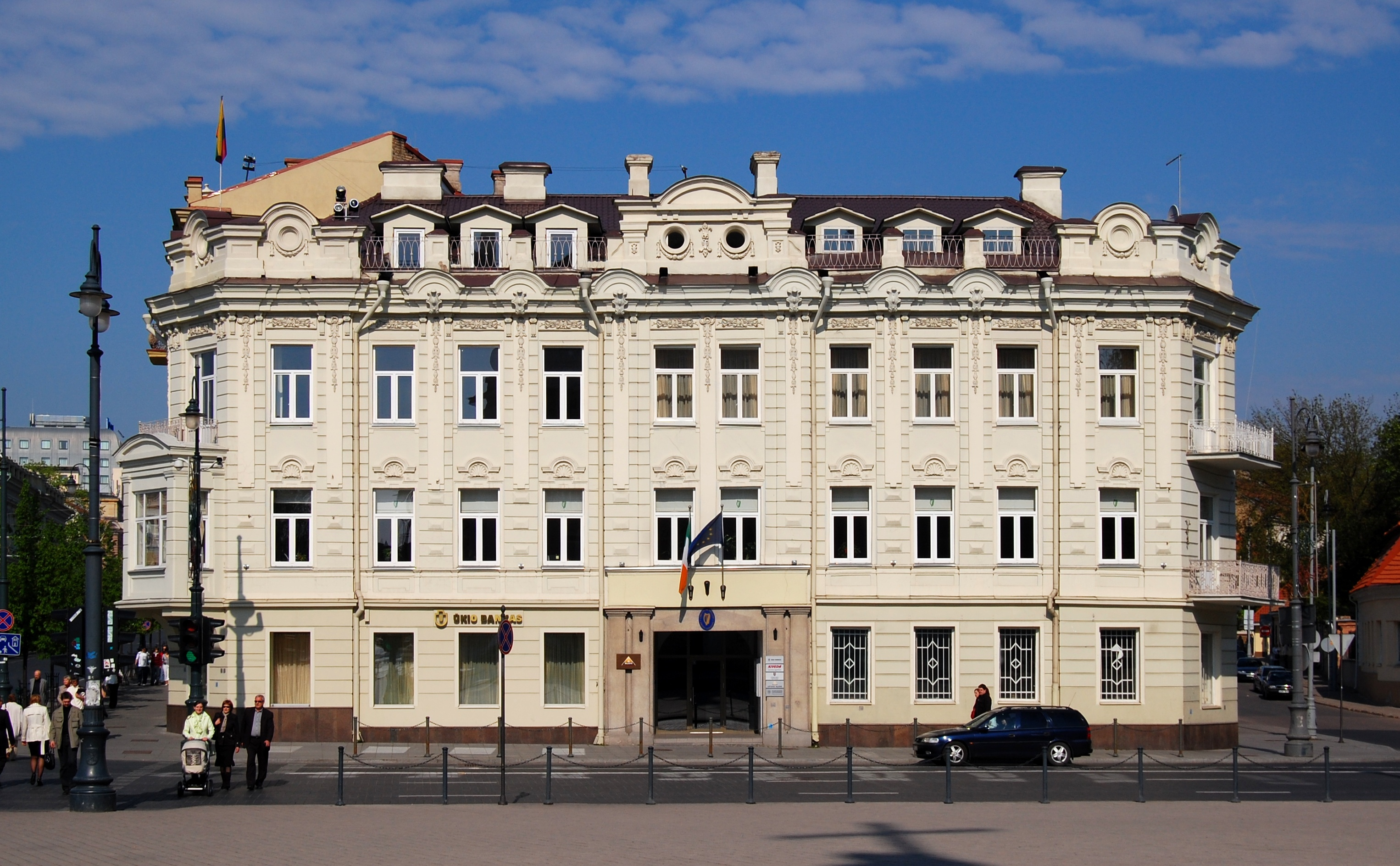
빌뉴스 주재 아일랜드 대사관

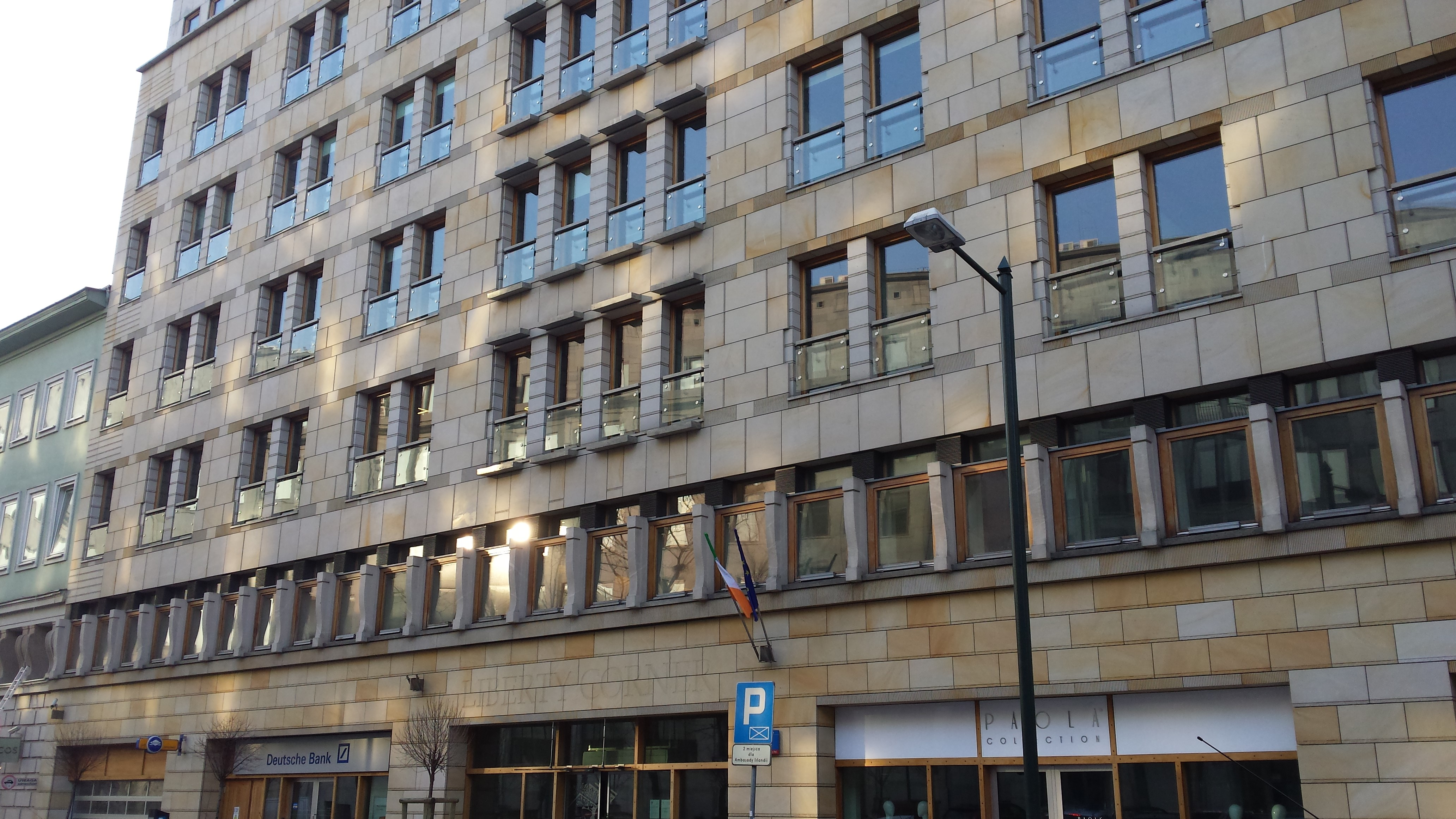
바르샤바 주재 아일랜드 대사관

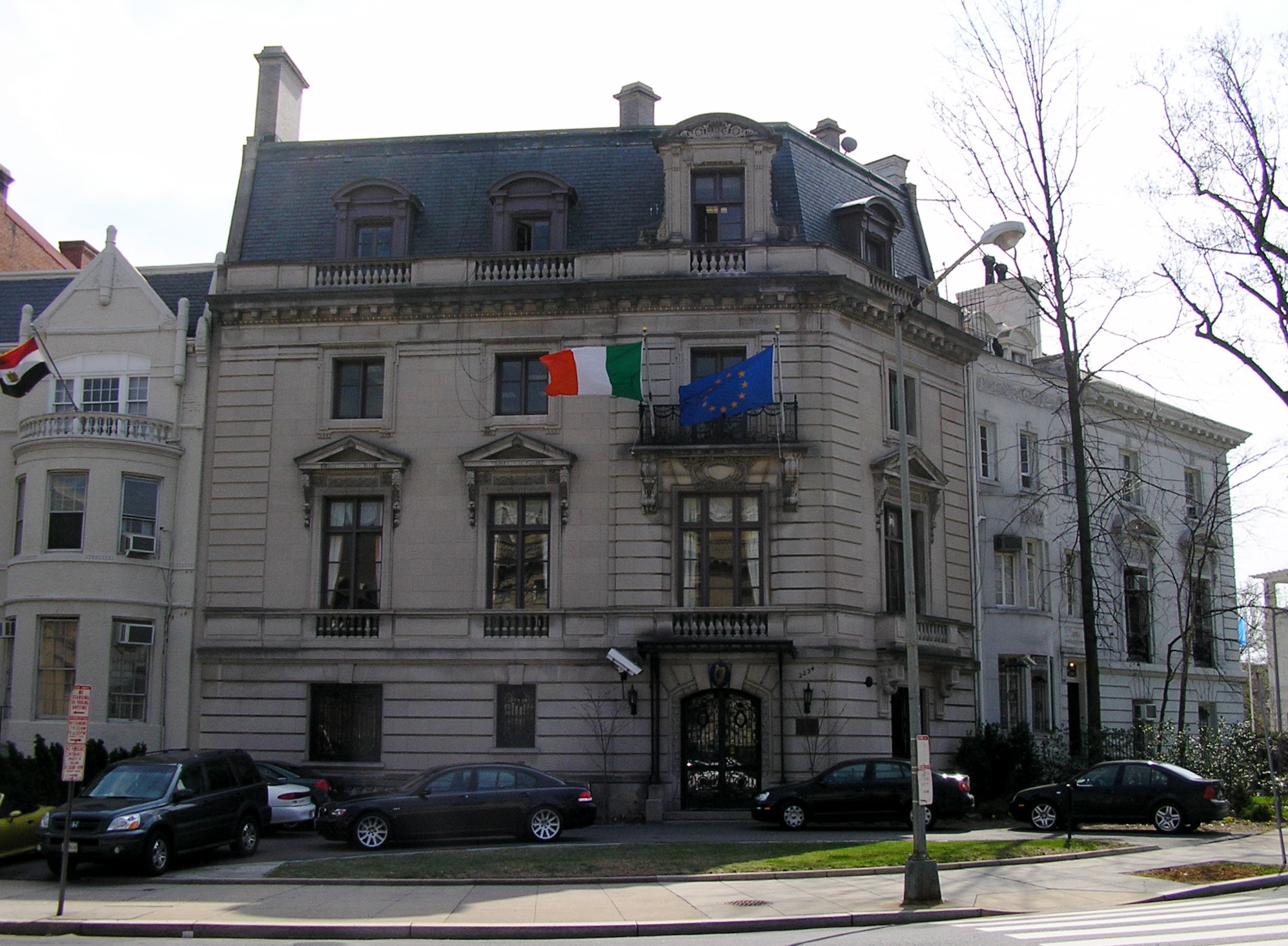
워싱턴 D.C. 주재 아일랜드 대사관

아일랜드의 재외공관 목록은 아일랜드 주재 대사관을 각국에 상주시켜 놓는 것을 의미하며, 아일랜드의 재외공관을 나열한 목록이다.

## 아프리카
- 이집트
  - 카이로 (대사관)
- 에티오피아
  - 아디스아바바 (대사관)
- 케냐
  - 나이로비 (대사관)
- 말라위
  - 릴롱궤 (대사관)
- 모잠비크
  - 마푸투 (대사관)
- 나이지리아
  - 아부자 (대사관)
- 시에라리온
  - 프리타운 (대사관)
- 남아프리카 공화국
  - 프리토리아 (대사관)
  - 케이프타운 (총영사관)
- 탄자니아
  - 다르에스살람 (대사관)
- 우간다
  - 캄팔라 (대사관)
- 잠비아
  - 루사카 (대사관)

## 아메리카
- 아르헨티나
  - 부에노스아이레스 (대사관)
- 브라질
  - 브라질리아 (대사관)
- 캐나다
  - 오타와 (대사관)
- 멕시코
  - 멕시코시티 (대사관)
- 미국
  - 워싱턴 D.C. (대사관)
  - 애틀랜타 (총영사관)
  - 오스틴 (총영사관)
  - 보스턴 (총영사관)
  - 시카고 (총영사관)
  - 뉴욕 (총영사관)
  - 샌프란시스코 (총영사관)

## 아시아
- 중화인민공화국
  - 베이징시 (대사관)
  - 상하이시 (총영사관)
- 인도
  - 뉴델리 (대사관)
- 인도네시아
  - 자카르타 (대사관)
- 이스라엘
  - 텔아비브 (대사관)
- 일본
  - 도쿄도 (대사관)
- 대한민국
  - 서울특별시 (대사관)
- 말레이시아
  - 쿠알라룸푸르 (대사관)
- 팔레스타인
  - 라말라 (대표부 사무소)
- 사우디아라비아
  - 리야드 (대사관)
- 싱가포르
  - 싱가포르 (대사관)
- 태국
  - 방콕 (대사관)
- 튀르키예
  - 앙카라 (대사관)
- 아랍에미리트
  - 아부다비 (대사관)
- 베트남
  - 하노이 (대사관)

## 유럽
- 오스트리아
  - 빈 (대사관)
- 벨기에
  - 브뤼셀 (대사관)
- 불가리아
  - 소피아 (대사관)
- 크로아티아
  - 자그레브 (대사관)
- 키프로스
  - 니코시아 (대사관)
- 체코
  - 프라하 (대사관)
- 덴마크
  - 코펜하겐 (대사관)
- 에스토니아
  - 탈린 (대사관)
- 핀란드
  - 헬싱키 (대사관)
- 프랑스
  - 파리 (대사관)
- 독일
  - 베를린 (대사관)
- 그리스
  - 아테네 (대사관)
- 바티칸 시국
  - 바티칸시티 (대사관)
- 헝가리
  - 부다페스트 (대사관)
- 이탈리아
  - 로마 (대사관)
- 라트비아
  - 리가 (대사관)
- 리투아니아
  - 빌뉴스 (대사관)
- 룩셈부르크
  - 룩셈부르크 (대사관)
- 몰타
  - 발레타 (대사관)
- 네덜란드
  - 헤이그 (대사관)
- 노르웨이
  - 오슬로 (대사관)
- 폴란드
  - 바르샤바 (대사관)
- 포르투갈
  - 리스본 (대사관)
- 루마니아
  - 부쿠레슈티 (대사관)
- 러시아
  - 모스크바 (대사관)
- 슬로바키아
  - 브라티슬라바 (대사관)
- 슬로베니아
  - 류블라나 (대사관)
- 스페인
  - 마드리드 (대사관)
- 스웨덴
  - 스톡홀름 (대사관)
- 스위스
  - 베른 (대사관)
- 영국
  - 런던 (대사관)
  - 에든버러 (총영사관)
  - 카디프 (총영사관)

## 오세아니아
- 오스트레일리아
  - 캔버라 (대사관)
  - 시드니 (총영사관)

## 대표 기관
- 브뤼셀 : EU 아일랜드 정부 대표부
- 제네바 : 유엔 아일랜드 정부 대표부, 그 외 각 소속으로 이루어진 아일랜드 정부 기관 대표부
- 뉴욕 : 유엔 아일랜드 정부 대표부
- 파리 : OECD, 유네스코 아일랜드 정부 대표부
- 로마 : FAO 아일랜드 정부 대표부
- 스트라스부르 : 유럽 평의회 아일랜드 정부 대표부
- 빈 : 유럽 안보 협력 기구 아일랜드 정부 대표부

## 같이 보기
- 아일랜드 주재 외국공관 목록
- 아일랜드의 대외 관계